# Championnat du monde des rallyes 1973
Navigation
CIM 1974

## Épreuves
|                 |                          |                      |                       |
| Noir = asphalte | Marron = terre / gravier | Bleu = neige / glace | Rouge = surface mixte |

### Calendrier / Résultats
| Calendrier / Résultats du championnat du monde des rallyes 1973 | Calendrier / Résultats du championnat du monde des rallyes 1973 | Calendrier / Résultats du championnat du monde des rallyes 1973 | Calendrier / Résultats du championnat du monde des rallyes 1973 | Calendrier / Résultats du championnat du monde des rallyes 1973 | Calendrier / Résultats du championnat du monde des rallyes 1973 | Calendrier / Résultats du championnat du monde des rallyes 1973 |
| Manche                                                          | Rallye                                                          | Rallye                                                          | Podium                                                          | Podium                                                          | Podium                                                          | Podium                                                          |
| Manche                                                          | Rallye                                                          | Rallye                                                          | #                                                               | Pilote                                                          | Voiture                                                         | Temps                                                           |
| --------------------------------------------------------------- | --------------------------------------------------------------- | --------------------------------------------------------------- | --------------------------------------------------------------- | --------------------------------------------------------------- | --------------------------------------------------------------- | --------------------------------------------------------------- |
| 1                                                               | 42e Rallye Monte-Carlo (19-26 janvier)                          | 16 spéciales (sur 18 prévues) 420 km Asphalte/Neige             | 1                                                               | Jean-Claude Andruet                                             | Alpine-Renault A110 1800                                        | 5 h 42 min 04 s                                                 |
| 1                                                               | 42e Rallye Monte-Carlo (19-26 janvier)                          | 16 spéciales (sur 18 prévues) 420 km Asphalte/Neige             | 2                                                               | Ove Andersson                                                   | Alpine-Renault A110 1800                                        | 5 h 42 min 30 s                                                 |
| 1                                                               | 42e Rallye Monte-Carlo (19-26 janvier)                          | 16 spéciales (sur 18 prévues) 420 km Asphalte/Neige             | 3                                                               | Jean-Pierre Nicolas                                             | Alpine-Renault A110 1800                                        | 5 h 43 min 39 s                                                 |
|                                                                 |                                                                 |                                                                 |                                                                 |                                                                 |                                                                 |                                                                 |
| 2                                                               | 24e Rallye de Suède (15-18 février)                             | 36 spéciales 760 km neige/glace                                 | 1                                                               | Stig Blomqvist                                                  | Saab 96 V4                                                      | 9 h 18 min 31 s                                                 |
| 2                                                               | 24e Rallye de Suède (15-18 février)                             | 36 spéciales 760 km neige/glace                                 | 2                                                               | Per Eklund                                                      | Saab 96 V4                                                      | 9 h 20 min 53 s                                                 |
| 2                                                               | 24e Rallye de Suède (15-18 février)                             | 36 spéciales 760 km neige/glace                                 | 3                                                               | Jean-Luc Thérier                                                | Alpine-Renault A110 1800                                        | 9 h 34 min 12 s                                                 |
|                                                                 |                                                                 |                                                                 |                                                                 |                                                                 |                                                                 |                                                                 |
| 3                                                               | 7e Rallye du Portugal (13-18 mars)                              | 32 spéciales 387 km gravier/asphalte                            | 1                                                               | Jean-Luc Thérier                                                | Alpine-Renault A110 1800                                        | 5 h 42 min 16 s                                                 |
| 3                                                               | 7e Rallye du Portugal (13-18 mars)                              | 32 spéciales 387 km gravier/asphalte                            | 2                                                               | Jean-Pierre Nicolas                                             | Alpine-Renault A110 1800                                        | 5 h 48 min 57 s                                                 |
| 3                                                               | 7e Rallye du Portugal (13-18 mars)                              | 32 spéciales 387 km gravier/asphalte                            | 3                                                               | Francisco Romãozinho                                            | Citroën DS21                                                    | 6 h 07 min 48 s                                                 |
|                                                                 |                                                                 |                                                                 |                                                                 |                                                                 |                                                                 |                                                                 |
| 4                                                               | 21e Rallye Safari (19-23 avril)                                 | 56 controles 5300 km gravier                                    | 1                                                               | Shekhar Mehta                                                   | Datsun 240Z                                                     | +6 min 46 s pénalité                                            |
| 4                                                               | 21e Rallye Safari (19-23 avril)                                 | 56 controles 5300 km gravier                                    | 2                                                               | Harry Källström                                                 | Datsun 1800 SSS                                                 | +6 min 46 s pénalité                                            |
| 4                                                               | 21e Rallye Safari (19-23 avril)                                 | 56 controles 5300 km gravier                                    | 3                                                               | Ove Andersson                                                   | Peugeot 504                                                     | +8 min 47 s pénalité                                            |
|                                                                 |                                                                 |                                                                 |                                                                 |                                                                 |                                                                 |                                                                 |
| 5                                                               | 16e Rallye du Maroc (8-13 mai)                                  | 27 spéciales 1210 km gravier                                    | 1                                                               | Bernard Darniche                                                | Alpine-Renault A110 1800                                        | 15 h 01 min 22 s                                                |
| 5                                                               | 16e Rallye du Maroc (8-13 mai)                                  | 27 spéciales 1210 km gravier                                    | 2                                                               | Bob Neyret                                                      | Citroën DS 23                                                   | 15 h 20 min 04 s                                                |
| 5                                                               | 16e Rallye du Maroc (8-13 mai)                                  | 27 spéciales 1210 km gravier                                    | 3                                                               | Richard Bochnicek                                               | Citroën DS 23                                                   | 15 h 34 min 37 s                                                |
|                                                                 |                                                                 |                                                                 |                                                                 |                                                                 |                                                                 |                                                                 |
| 6                                                               | 21eRallye de l'Acropole (23-28 mai)                             | 45 spéciales (sur 47 prévues) 549 km gravier                    | 1                                                               | Jean-Luc Thérier                                                | Alpine-Renault A110 1800                                        | 7 h 37 min 58 s                                                 |
| 6                                                               | 21eRallye de l'Acropole (23-28 mai)                             | 45 spéciales (sur 47 prévues) 549 km gravier                    | 2                                                               | Rauno Aaltonen                                                  | Fiat Abarth 124                                                 | 7 h 44 min 59 s                                                 |
| 6                                                               | 21eRallye de l'Acropole (23-28 mai)                             | 45 spéciales (sur 47 prévues) 549 km gravier                    | 3                                                               | Jean-Pierre Nicolas                                             | Alpine-Renault A110 1800                                        | 7 h 45 min 56 s                                                 |
|                                                                 |                                                                 |                                                                 |                                                                 |                                                                 |                                                                 |                                                                 |
| 7                                                               | 33eRallye de Pologne (12-15 juillet)                            | 55 spéciales 734 km gravier/asphalte                            | 1                                                               | Achim Warmbold                                                  | Fiat Abarth 124                                                 | 8 h 28 min 14 s                                                 |
| 7                                                               | 33eRallye de Pologne (12-15 juillet)                            | 55 spéciales 734 km gravier/asphalte                            | 2                                                               | Egon Culmbacher                                                 | Wartburg 353                                                    | 11 h 15 min 16 s                                                |
| 7                                                               | 33eRallye de Pologne (12-15 juillet)                            | 55 spéciales 734 km gravier/asphalte                            | 3                                                               | Maciej Stawowiak                                                | Polski Fiat 125p                                                | 12 h 08 min 31 s                                                |
|                                                                 |                                                                 |                                                                 |                                                                 |                                                                 |                                                                 |                                                                 |
| 8                                                               | 23eRallye des 1000 lacs (3-5 août)                              | 43 spéciales 517 km gravier                                     | 1                                                               | Timo Mäkinen                                                    | Ford Escort RS1600                                              | 4 h 53 min 50 s                                                 |
| 8                                                               | 23eRallye des 1000 lacs (3-5 août)                              | 43 spéciales 517 km gravier                                     | 2                                                               | Markku Alén                                                     | Volvo 142                                                       | 4 h 55 min 59 s                                                 |
| 8                                                               | 23eRallye des 1000 lacs (3-5 août)                              | 43 spéciales 517 km gravier                                     | 3                                                               | Leo Kinnunen                                                    | Porsche 911                                                     | 4 h 57 min 12 s                                                 |
|                                                                 |                                                                 |                                                                 |                                                                 |                                                                 |                                                                 |                                                                 |
| 9                                                               | 44eRallye autrichien des Alpes (12-14 septembre)                | 27 spéciales 310 km gravier                                     | 1                                                               | Achim Warmbold                                                  | BMW 2002 Tii                                                    | 3 h 58 min 55,5 s                                               |
| 9                                                               | 44eRallye autrichien des Alpes (12-14 septembre)                | 27 spéciales 310 km gravier                                     | 2                                                               | Bernard Darniche                                                | Alpine-Renault A110 1800                                        | 4 h 00 min 10,1 s                                               |
| 9                                                               | 44eRallye autrichien des Alpes (12-14 septembre)                | 27 spéciales 310 km gravier                                     | 3                                                               | Per Eklund                                                      | Saab 96 V4                                                      | 4 h 00 min 11,2 s                                               |
|                                                                 |                                                                 |                                                                 |                                                                 |                                                                 |                                                                 |                                                                 |
| 10                                                              | 15eRallye Sanremo (10-13 octobre)                               | 37 spéciales 520 km gravier/asphalte                            | 1                                                               | Jean-Luc Thérier                                                | Alpine-Renault A110 1800                                        | 8 h 01 min 32 s                                                 |
| 10                                                              | 15eRallye Sanremo (10-13 octobre)                               | 37 spéciales 520 km gravier/asphalte                            | 2                                                               | Maurizio Verini                                                 | Fiat Abarth 124                                                 | 8 h 07 min 34 s                                                 |
| 10                                                              | 15eRallye Sanremo (10-13 octobre)                               | 37 spéciales 520 km gravier/asphalte                            | 3                                                               | Jean-Pierre Nicolas                                             | Alpine-Renault A110 1800                                        | 8 h 21 min 37 s                                                 |
|                                                                 |                                                                 |                                                                 |                                                                 |                                                                 |                                                                 |                                                                 |
| 11                                                              | 25eRallye Press on Regardless (31 octobre - 4 novembre)         | 79 spéciales 549 km gravier/asphalte                            | 1                                                               | Walter Boyce                                                    | Toyota Corolla                                                  | 6 h 58 min 28 s 2                                               |
| 11                                                              | 25eRallye Press on Regardless (31 octobre - 4 novembre)         | 79 spéciales 549 km gravier/asphalte                            | 2                                                               | Jim Walker                                                      | Volvo 142S                                                      | 7 h 22 min 43 s 2                                               |
| 11                                                              | 25eRallye Press on Regardless (31 octobre - 4 novembre)         | 79 spéciales 549 km gravier/asphalte                            | 3                                                               | John Smiskol                                                    | Datsun 240Z                                                     | 7 h 33 min 36 s                                                 |
|                                                                 |                                                                 |                                                                 |                                                                 |                                                                 |                                                                 |                                                                 |
| 12                                                              | 29e Rallye de Grande-Bretagne (17-21 novembre)                  | 70 spéciales (sur 80 prévues) 502 km gravier                    | 1                                                               | Timo Mäkinen                                                    | Ford Escort RS1600                                              | 6 h 47 min 08 s                                                 |
| 12                                                              | 29e Rallye de Grande-Bretagne (17-21 novembre)                  | 70 spéciales (sur 80 prévues) 502 km gravier                    | 2                                                               | Roger Clark                                                     | Ford Escort RS1600                                              | 6 h 52 min 23 s                                                 |
| 12                                                              | 29e Rallye de Grande-Bretagne (17-21 novembre)                  | 70 spéciales (sur 80 prévues) 502 km gravier                    | 3                                                               | Markku Alén                                                     | Ford Escort RS1600                                              | 6 h 55 min 26 s                                                 |
|                                                                 |                                                                 |                                                                 |                                                                 |                                                                 |                                                                 |                                                                 |
| 13                                                              | 17eTour de Corse (1-2 décembre)                                 | 13 spéciales 372 km asphalte                                    | 1                                                               | Jean-Pierre Nicolas                                             | Alpine-Renault A110 1800                                        | 5 h 06 min 31 s                                                 |
| 13                                                              | 17eTour de Corse (1-2 décembre)                                 | 13 spéciales 372 km asphalte                                    | 2                                                               | Jean-François Piot                                              | Alpine-Renault A110 1800                                        | 5 h 14 min 37 s                                                 |
| 13                                                              | 17eTour de Corse (1-2 décembre)                                 | 13 spéciales 372 km asphalte                                    | 3                                                               | Jean-Luc Thérier                                                | Alpine-Renault A110 1800                                        | 5 h 18 min 46 s                                                 |

## Classements

### Système de points en vigueur
| Attribution des points pour le championnat constructeur | Attribution des points pour le championnat constructeur | Attribution des points pour le championnat constructeur | Attribution des points pour le championnat constructeur | Attribution des points pour le championnat constructeur | Attribution des points pour le championnat constructeur | Attribution des points pour le championnat constructeur | Attribution des points pour le championnat constructeur | Attribution des points pour le championnat constructeur | Attribution des points pour le championnat constructeur | Attribution des points pour le championnat constructeur | Attribution des points pour le championnat constructeur | Attribution des points pour le championnat constructeur | Attribution des points pour le championnat constructeur | Attribution des points pour le championnat constructeur | Attribution des points pour le championnat constructeur | Attribution des points pour le championnat constructeur |
| 1er | 2e                                                      | 3e                                                      | 4e                                                      | 5e                                                      | 6e                                                      | 7e                                                      | 8e                                                      | 9e                                                      | 10e                                                     |                                                         |                                                         |                                                         |                                                         |                                                         |                                                         |                                                         |
| --- | ------------------------------------------------------- | ------------------------------------------------------- | ------------------------------------------------------- | ------------------------------------------------------- | ------------------------------------------------------- | ------------------------------------------------------- | ------------------------------------------------------- | ------------------------------------------------------- | ------------------------------------------------------- | ------------------------------------------------------- | ------------------------------------------------------- | ------------------------------------------------------- | ------------------------------------------------------- | ------------------------------------------------------- | ------------------------------------------------------- | ------------------------------------------------------- |
| 20 pts | 15 pts                                                  | 12 pts                                                  | 10 pts                                                  | 8 pts                                                   | 6 pts                                                   | 4 pts                                                   | 3 pts                                                   | 2 pts                                                   | 1 pt                                                    |                                                         |                                                         |                                                         |                                                         |                                                         |                                                         |                                                         |
| Seuls les points obtenus avec la voiture la mieux classée marque des points pour le constructeur. Si une marque place plusieurs voitures dans les points, les points des autres places que le meilleur résultat ne sont pas reversés pour un autre constructeur et ainsi ne sont pas comptabilisés. |                                                         |                                                         |                                                         |                                                         |                                                         |                                                         |                                                         |                                                         |                                                         |                                                         |                                                         |                                                         |                                                         |                                                         |                                                         |                                                         |

### Classement constructeurs
| Classement constructeurs | Classement constructeurs | Classement constructeurs | Classement constructeurs | Classement constructeurs | Classement constructeurs | Classement constructeurs | Classement constructeurs | Classement constructeurs | Classement constructeurs | Classement constructeurs | Classement constructeurs | Classement constructeurs | Classement constructeurs | Classement constructeurs | Classement constructeurs |
| Rang                     | Constructeur             | MON                      | SWE                      | POR                      | KEN                      | MAR                      | GRE                      | POL                      | FIN                      | AUT                      | ITA                      | USA                      | GBR                      | FRA                      | Total                    |
| ------------------------ | ------------------------ | ------------------------ | ------------------------ | ------------------------ | ------------------------ | ------------------------ | ------------------------ | ------------------------ | ------------------------ | ------------------------ | ------------------------ | ------------------------ | ------------------------ | ------------------------ | ------------------------ |
| 1                        | Alpine-Renault           | 20                       | 12                       | 20                       | -                        | 20                       | 20                       | -                        | -                        | 15                       | 20                       | -                        | (8)                      | 20                       | 147                      |
| 2                        | Fiat                     | 4                        | 8                        | 10                       | (3)                      | 6                        | 15                       | 20                       | (3)                      | 6                        | 15                       | -                        | (1)                      | -                        | 84                       |
| 3                        | Ford                     | 10                       | -                        | 2                        | -                        | -                        | 4                        | -                        | 20                       | -                        | -                        | 10                       | 20                       | 10                       | 76                       |
| 4                        | Volvo                    | -                        | 2                        | -                        | -                        | 2                        | -                        | -                        | 15                       | -                        | -                        | 15                       | 10                       | -                        | 44                       |
| 5                        | Saab                     | -                        | 20                       | -                        | -                        | -                        | -                        | -                        | 10                       | 12                       | -                        | -                        | -                        | -                        | 42                       |
| 6                        | Datsun                   | 2                        | -                        | -                        | 20                       | -                        | -                        | -                        | -                        | -                        | -                        | 12                       | -                        | -                        | 34                       |
| 7                        | Citroën                  | -                        | -                        | 12                       | -                        | 15                       | 6                        | -                        | -                        | -                        | -                        | -                        | -                        | -                        | 33                       |
| 8                        | BMW                      | -                        | 4                        | -                        | -                        | -                        | -                        | -                        | -                        | 20                       | -                        | -                        | 4                        | -                        | 28                       |
| 9                        | Porsche                  | -                        | -                        | 8                        | -                        | -                        | -                        | -                        | 12                       | 4                        | -                        | -                        | -                        | 3                        | 27                       |
| 10                       | Toyota                   | -                        | -                        | -                        | -                        | -                        | 2                        | -                        | -                        | 3                        | -                        | 20                       | -                        | -                        | 25                       |
| 11                       | Opel                     | -                        | 1                        | 4                        | -                        | -                        | -                        | -                        | 8                        | -                        | 2                        | -                        | 6                        | 4                        | 25                       |
| 12                       | Polski Fiat              | -                        | -                        | -                        | -                        | -                        | -                        | 12                       | -                        | -                        | -                        | 6                        | -                        | -                        | 18                       |
| 13                       | Lancia                   | 3                        | 10                       | -                        | -                        | -                        | -                        | -                        | -                        | -                        | 4                        | -                        | -                        | -                        | 17                       |
| 14                       | Wartburg                 | -                        | -                        | -                        | -                        | -                        | -                        | 15                       | -                        | -                        | -                        | -                        | -                        | -                        | 15                       |
| 15                       | Volkswagen               | -                        | 6                        | -                        | -                        | -                        | 8                        | -                        | -                        | 1                        | -                        | -                        | -                        | -                        | 15                       |
| 16                       | Peugeot                  | -                        | -                        | -                        | 12                       | 1                        | -                        | -                        | -                        | -                        | -                        | -                        | -                        | -                        | 13                       |
| 17                       | Mitsubishi               | -                        | -                        | -                        | 4                        | -                        | -                        | -                        | -                        | -                        | -                        | -                        | -                        | -                        | 4                        |
| 18                       | Škoda                    | -                        | 3                        | -                        | -                        | -                        | -                        | -                        | -                        | -                        | -                        | -                        | -                        | -                        | 3                        |
| 19                       | Alfa Romeo               | -                        | -                        | -                        | -                        | -                        | -                        | -                        | -                        | -                        | -                        | -                        | -                        | 2                        | 2                        |
| 20                       | Audi                     | -                        | -                        | -                        | -                        | -                        | 1                        | -                        | -                        | -                        | -                        | -                        | -                        | 1                        | 2                        |

### Classement pilotes (championnat virtuel)
| Classement pilotes (championnat virtuel) | Classement pilotes (championnat virtuel) | Classement pilotes (championnat virtuel) | Classement pilotes (championnat virtuel) | Classement pilotes (championnat virtuel) | Classement pilotes (championnat virtuel) | Classement pilotes (championnat virtuel) | Classement pilotes (championnat virtuel) | Classement pilotes (championnat virtuel) | Classement pilotes (championnat virtuel) | Classement pilotes (championnat virtuel) | Classement pilotes (championnat virtuel) | Classement pilotes (championnat virtuel) | Classement pilotes (championnat virtuel) | Classement pilotes (championnat virtuel) | Classement pilotes (championnat virtuel) | Classement pilotes (championnat virtuel) | Classement pilotes (championnat virtuel) |
| Rang                                     | Pilote                                   | Voiture                                  | Total                                    | Vict.                                    | MON                                      | SWE                                      | POR                                      | KEN                                      | MAR                                      | GRE                                      | POL                                      | FIN                                      | AUT                                      | ITA                                      | USA                                      | GBR                                      | FRA                                      |
| ---------------------------------------- | ---------------------------------------- | ---------------------------------------- | ---------------------------------------- | ---------------------------------------- | ---------------------------------------- | ---------------------------------------- | ---------------------------------------- | ---------------------------------------- | ---------------------------------------- | ---------------------------------------- | ---------------------------------------- | ---------------------------------------- | ---------------------------------------- | ---------------------------------------- | ---------------------------------------- | ---------------------------------------- | ---------------------------------------- |
| 1                                        | Jean-Luc Thérier                         | Alpine-Renault                           | 96                                       | 3                                        | 8                                        | 12                                       | 20                                       | -                                        | 4                                        | 20                                       | -                                        | -                                        | -                                        | 20                                       | -                                        | -                                        | 12                                       |
| 2                                        | Jean-Pierre Nicolas                      | Alpine-Renault                           | 95                                       | 1                                        | 12                                       | -                                        | 15                                       | -                                        | 8                                        | 12                                       | -                                        | -                                        | 8                                        | 12                                       | -                                        | 8                                        | 20                                       |
| 3                                        | Achim Warmbold                           | Fiat & BMW                               | 43                                       | 2                                        | -                                        | -                                        | -                                        | -                                        | -                                        | -                                        | 20                                       | 3                                        | 20                                       | -                                        | -                                        | -                                        | -                                        |
| 4                                        | Timo Mäkinen                             | Ford                                     | 40                                       | 2                                        | -                                        | -                                        | -                                        | -                                        | -                                        | -                                        | -                                        | 20                                       | -                                        | -                                        | -                                        | 20                                       | -                                        |
| 5                                        | Bernard Darniche                         | Alpine-Renault                           | 36                                       | 1                                        | 1                                        | -                                        | -                                        | -                                        | 20                                       | -                                        | -                                        | -                                        | 15                                       | -                                        | -                                        | -                                        | -                                        |
| 6                                        | Ove Andersson                            | Alpine-Renault & Peugeot & Toyota        | 30                                       | -                                        | 15                                       | -                                        | -                                        | 12                                       | -                                        | -                                        | -                                        | -                                        | 3                                        | -                                        | -                                        | -                                        | -                                        |
| 7                                        | Harry Källström                          | Lancia & Datsun                          | 28                                       | -                                        | 3                                        | 10                                       | -                                        | 15                                       | -                                        | -                                        | -                                        | -                                        | -                                        | -                                        | -                                        | -                                        | -                                        |
| 8                                        | Per Eklund                               | Saab                                     | 27                                       | -                                        | -                                        | 15                                       | -                                        | -                                        | -                                        | -                                        | -                                        | -                                        | 12                                       | -                                        | -                                        | -                                        | -                                        |
| 9                                        | Markku Alén                              | Volvo & Ford                             | 27                                       | -                                        | -                                        | -                                        | -                                        | -                                        | -                                        | -                                        | -                                        | 15                                       | -                                        | -                                        | -                                        | 12                                       | -                                        |
| 10                                       | Björn Waldegård                          | Volkswagen & Fiat & BMW                  | 26                                       | -                                        | -                                        | 6                                        | -                                        | -                                        | 6                                        | -                                        | -                                        | -                                        | 10                                       | -                                        | -                                        | 4                                        | -                                        |
| 11                                       | Håkan Lindberg                           | Fiat                                     | 24                                       | -                                        | -                                        | 8                                        | -                                        | -                                        | -                                        | 10                                       | -                                        | -                                        | 6                                        | -                                        | -                                        | -                                        | -                                        |
| 12                                       | Jean-François Piot                       | Alpine-Renault                           | 21                                       | -                                        | 6                                        | -                                        | -                                        | -                                        | -                                        | -                                        | -                                        | -                                        | -                                        | -                                        | -                                        | -                                        | 15                                       |
| 13                                       | Shekhar Mehta                            | Datsun                                   | 20                                       | 1                                        | -                                        | -                                        | -                                        | 20                                       | -                                        | -                                        | -                                        | -                                        | -                                        | -                                        | -                                        | -                                        | -                                        |
| 14                                       | Stig Blomqvist                           | Saab                                     | 20                                       | 1                                        | -                                        | 20                                       | -                                        | -                                        | -                                        | -                                        | -                                        | -                                        | -                                        | -                                        | -                                        | -                                        | -                                        |
| 15                                       | Jean-Claude Andruet                      | Alpine-Renault                           | 20                                       | 1                                        | 20                                       | -                                        | -                                        | -                                        | -                                        | -                                        | -                                        | -                                        | -                                        | -                                        | -                                        | -                                        | -                                        |
| 16                                       | Walter Boyce                             | Toyota                                   | 20                                       | 1                                        | -                                        | -                                        | -                                        | -                                        | -                                        | -                                        | -                                        | -                                        | -                                        | -                                        | 20                                       | -                                        | -                                        |
| 17                                       | Richard Bochnicek                        | Citroën                                  | 18                                       | -                                        | -                                        | -                                        | -                                        | -                                        | 12                                       | 6                                        | -                                        | -                                        | -                                        | -                                        | -                                        | -                                        | -                                        |